# Idalus monostidza
Idalus monostidza là một loài bướm đêm thuộc phân họ Arctiinae, họ Erebidae.